# Näcken
För andra betydelser, se Näcken (olika betydelser).

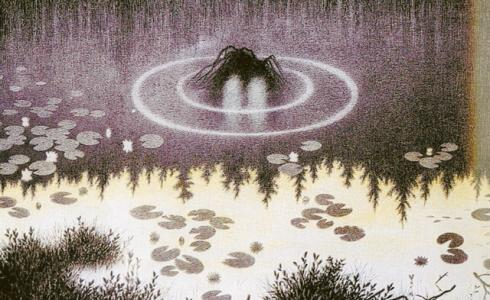
"Nøkken" av den norske tecknaren Theodor Kittelsen från 1892. Denna i Norge välkända bild där näcken uppträder i en stilla mörk tjärn i kvällningen har präglat uppfattningen av näcken i Norge.

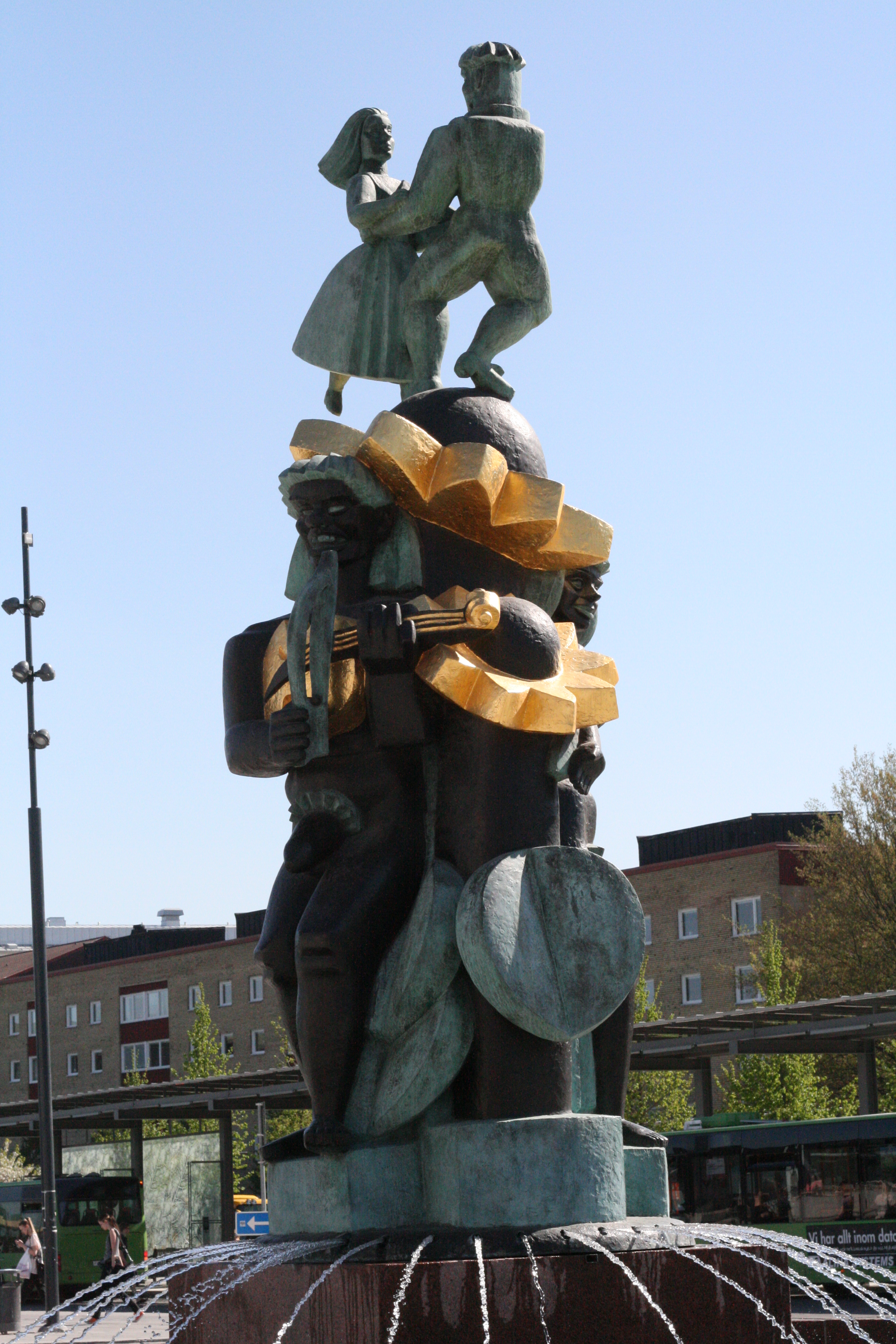
Skulpturen Näckens polska i Uppsala vid Uppsala centralstation.

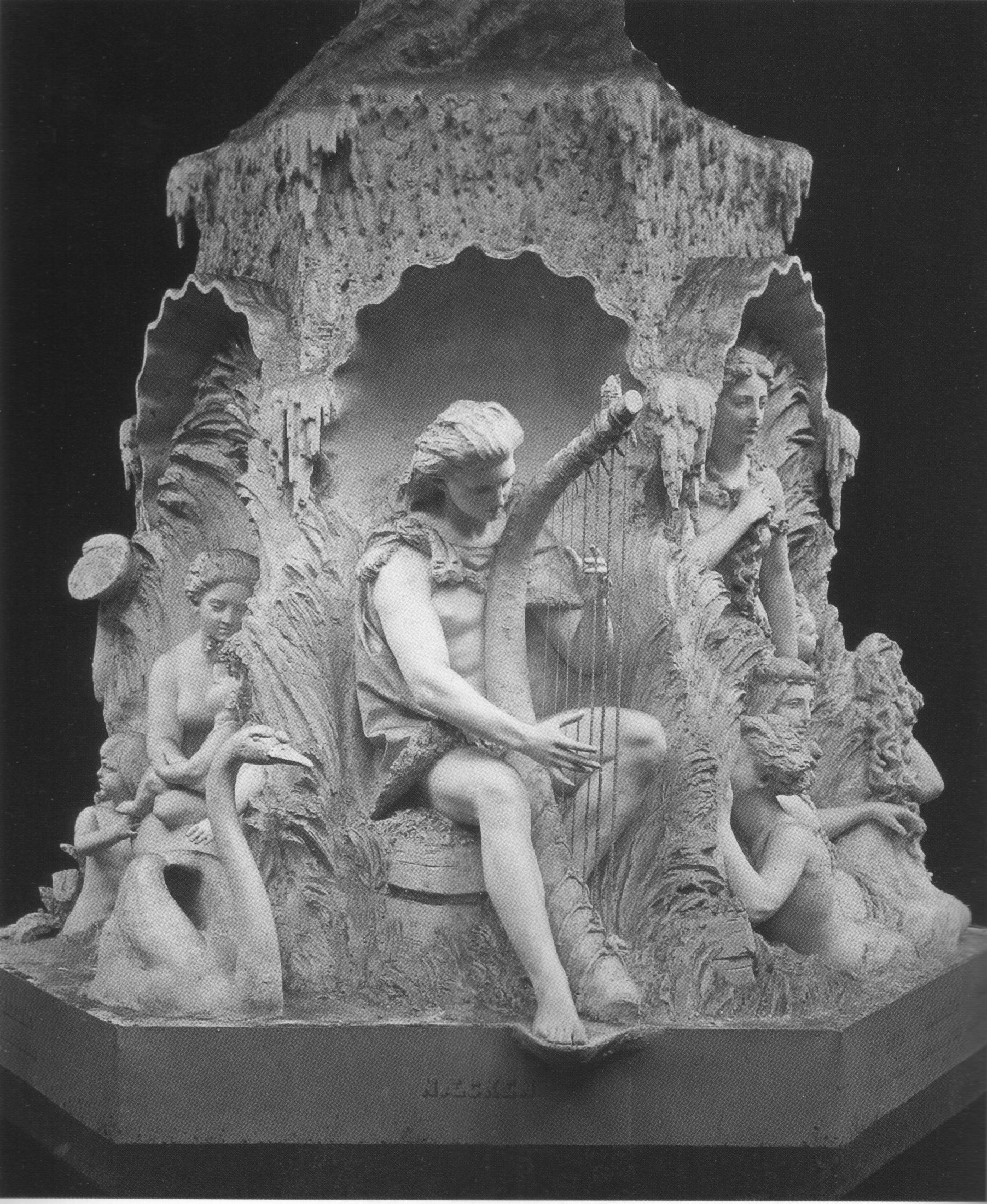
Molins fontän visar Näcken på besök hos Ägir

Näcken är ett övernaturligt manligt vattenväsen som främst håller till i älvar, åar, tjärnar och sjöar i inlandet. Figuren är känd från gammal nordisk folktro och diktning sedan fornnordisk tid, främst ifrån sägner och folkvisor från Norge och Sverige. Näcken är ett förkroppsligande av farorna förknippade med vatten och uppträder i en rad olika skepnader. Ofta försöker han på olika sätt locka till sig personer för att dränka dem. 
Under en mängd olika namn är Näckens olika skepnader gemensamma för alla germanska folks berättelser, även om de kanske är mest kända från nordisk folktro. Näcken avbildades i allmänhet som en mask eller drake, även om nyare versioner avbildar den i andra former. Kön, efternamn och olika utseenden varierar geografiskt. Tysken Nix och hans nordiska motsvarigheter var manliga. Den tyska Nixe var en sjöjungfru. Liknande varelser är kända från andra delar av Europa, såsom Melusina i Frankrike, Xana i Asturien (Spanien) och de slaviska vattenandarna (t.ex. Rusalka).

## Egenskaper
Näcken är kopplad till flera olika traditioner, särskilt med ursprung i germansk mytologi och förekommer i en mängd olika lokala varianter, under olika namn i hela Nordeuropa. Föreställningen och historierna om näcken är besläktade med berättelser om andra vattenlevande övernaturliga väsen och mytologiska element. I Norge och Sverige beskrivs han ofta som den fiolspelande (ibland harpspelande) näcken eller kvarngubben, vilka båda är yngre än de ursprungliga föreställningarna om näcken.
Näcken lånar ibland även drag av mer klassiska väsen som vattennymfer, exempelvis i tyska och mellaneuropeiska sägner, från lindormen, draugen, bäckahästen, eller havsmannen. I Sverige har han även beskrivits som en nordisk motsvarighet till den romerska Neptunus eller grekiska havsguden Poseidon. Schroderus skrev exempelvis cirka 1635 Siögudens Neckens kännemäreke; Tre-uddade gaffeln. Broman skrev 1726 Åt Necken, hafvets Gud, som hednisk vantro diktat.

## Etymologi
Det svenska ordet näck härstammar från fornnordiskans nykr. Näcken förekommer sällsynt i fornnordisk litteratur, men ordet används där för att översätta det latinska hippopotamus, det vill säga flodhäst, och i en verslära står det att "näcken tar sig många skepnader". Näck kan ha haft grundbetydelsen "sjöodjur" och är släkt med fornengelskans nicor, ett ord som också användes om "flodhäst" och "sjöodjur", och fornhögtyskans nihhus, som betydde "krokodil". Man antar att detta är härlett från urgermanskans *nikwus eller *nikwis(i), som i sin tur ska ha sitt ursprung i den urindoeuropeiska roten *neigw-, som betyder "att tvätta". Ordet är besläktat med nḗnēkti, som är sanskrit och betyder "tvätta", liksom med grekiskans nízō och níptō och iriskans nigther.
Näcken benämns lokalt mycket olika. I Skåne har han kallats för älven eller bäckamannen. Längre norrut, upp till Uppland och Värmland för strömkarlen och ännu längre norrut förekommer namn som forskarl och kvarngubbe. Äldre dialektala varianter är nick, nöck, nock och nåck.
Det finns flera gamla ordspråk och talesätt kring näcken. Att binda näck(en), slå näck(en) eller kasta näck(en), vilket kunde fungera som en besvärjelseakt, innebar att man kastade upp en sten så att den med ett dovt plums föll i vattnet utan att det stänkte något vatten. Om någon dök eller ramlade i vattnet och slog i huvudet och dog sa man att Näcken bröt halsen av honom. Ett näckbett eller att bli biten av näcken innebar en hastigt påkommen smärta.
Man kunde även svära på näcken vilket var en mildare form än att svära på djävulen, exempelvis näcken ta mig!, eller jag ger mig näcken på...

## Lokala varianter

### England
Engelsk folklore innehåller många varelser med liknande egenskaper som Nix eller Näcken. Bland dessa finns Jenny Greenteeth, Shellycoat, flodhäxan Peg Powler, Bäckahäst-liknande Brag och Grindylow.
Vid Lyminster, nära Arundel i det engelska grevskapet West Sussex, sägs det bo vattenormar som kallas 'knuckers', i en vattenansamling som kallas Knucker-hole. Den store viktorianska författaren Walter William Skeat antog att ordet 'knucker' (ett namn som intygas från 1835, Horsfield) troligen härrör från det fornengelska nicor, ett varelsenamn som finns i Beowulfkvädet.

### Skåne
I Skåne berättades att Näcken var ouppnådd mästare i fiolspel. Han var villig att lära ut konsten till människorna, vilket för dem medförde en stor risk, eftersom de därefter kom att hamna i ett mystiskt beroende av övernaturliga krafter. En speleman som lärt sig av Näcken, kunde vid spelandet av dansmusik bli så trollbunden av en mystisk kraft, att han spelade tills han miste förståndet. Men det var lika förtrollande för de som dansade, som inte heller kunde sluta. Förtrollningen kunde bara brytas om någon av de inblandade förstörde fiolen exempelvis genom att skära av strängarna.

## Näcken i svenskt kulturliv
- 1812 Arvid August Afzelius skrev med dikten Näcken en sångtext till folkvisan Näckens polska.
- 1821-23 Erik Johan Stagnelius skrev dikten Näcken.
- 1866-73 Molins fontän med näcken skapades av Johan Peter Molin
- 1882-84 Konstnären Ernst Josephson målade tavlan Näcken. Just den bilden av en naken man med sjögräshår spelande på fiol, har i Sverige blivit sinnebilden av näcken.
- 1908 Strömkarlsbron i Trollhättan med Carl Eldhs skulptur Strömkarlen invigdes.
- 1969 Skulpturen Näcken av Carl Eldh restes i Hembygdsparken Kyrkhult, Olofströms kommun.
- 1948 Theodor Karlssons skulptur Näcken sattes upp i Björnöström i Hultsfreds kommun.
- 1954 Vitalis Gustafsons skulptur Näcken restes i Säffle.
- 1957 Sven Lindqvists skulptur Näcken restes i Baggeby, Lidingö.
- 1951-67 Skapandet av Bror Hjorths staty Näckens polska vid centralstationen i Uppsala.
- 1971 Näcken har en roll i Äppelkriget
- 1990 Punkbandet Strebers ger ut Balladen om lilla Elsa som handlar om en flicka som blir tagen av Näcken.
- 1996 Skulpturen Näcken av Knut-Erik Lindberg placerades i ett bostadsområde i Mariestad.
- 2004 Bäckamannens brud, låt om näcken med bandet Sarek.
- 2007 Sofia Karlssons CD Visor från vinden med sången Näckaspel.
- 2011 Serietecknaren Lina Neidestam publicerar serieromanen Maran där näcken är en huvudfigur.
- 2011 Folkmusikgruppen Nicor ger ut konceptskiva som helt och hållet baseras på låtar, berättelser och fiolstämningar som härrör till Näcken.
- 2012 Johanna Koljonen publicerar tillsammans med illustratören Nina von Rüdiger manga-serien Oblivion High, där näcken har en central roll.[10]
- 2014 Artisten Jonna Lee porträtterar en kvinnlig variation av näcken i musikvideon Shadowshow under artistkollektivets pseudonym Iamamiwhoami
- 2014 I romanen "Vackra kyrkor jag besökt" med undertiteln "Och de fruktansvärda väsen jag där mött" av Johannes Pinter förekommer Näcken i flera olika skepnader.
- 2018  i Lundakarnevalens spex, Näcken.[11]